# Червьонка-Лещини
Червйонка-Лещини (пол. Czerwionka-Leszczyny, нім. Czerwionka-Leschczin) — місто в південній Польщі.
Належить до Рибницького повіту Сілезького воєводства.

## Демографія
Демографічна структура станом на 31 березня 2011 року:
|          | Загалом | Допрацездатний вік | Працездатний вік | Постпрацездатний вік |
| -------- | ------- | ------------------ | ---------------- | -------------------- |
| Чоловіки | 14059   | 2696               | 9906             | 1457                 |
| Жінки    | 14567   | 2623               | 8900             | 3044                 |
| Разом    | 28626   | 5319               | 18806            | 4501                 |